# 東区 (大田広域市)

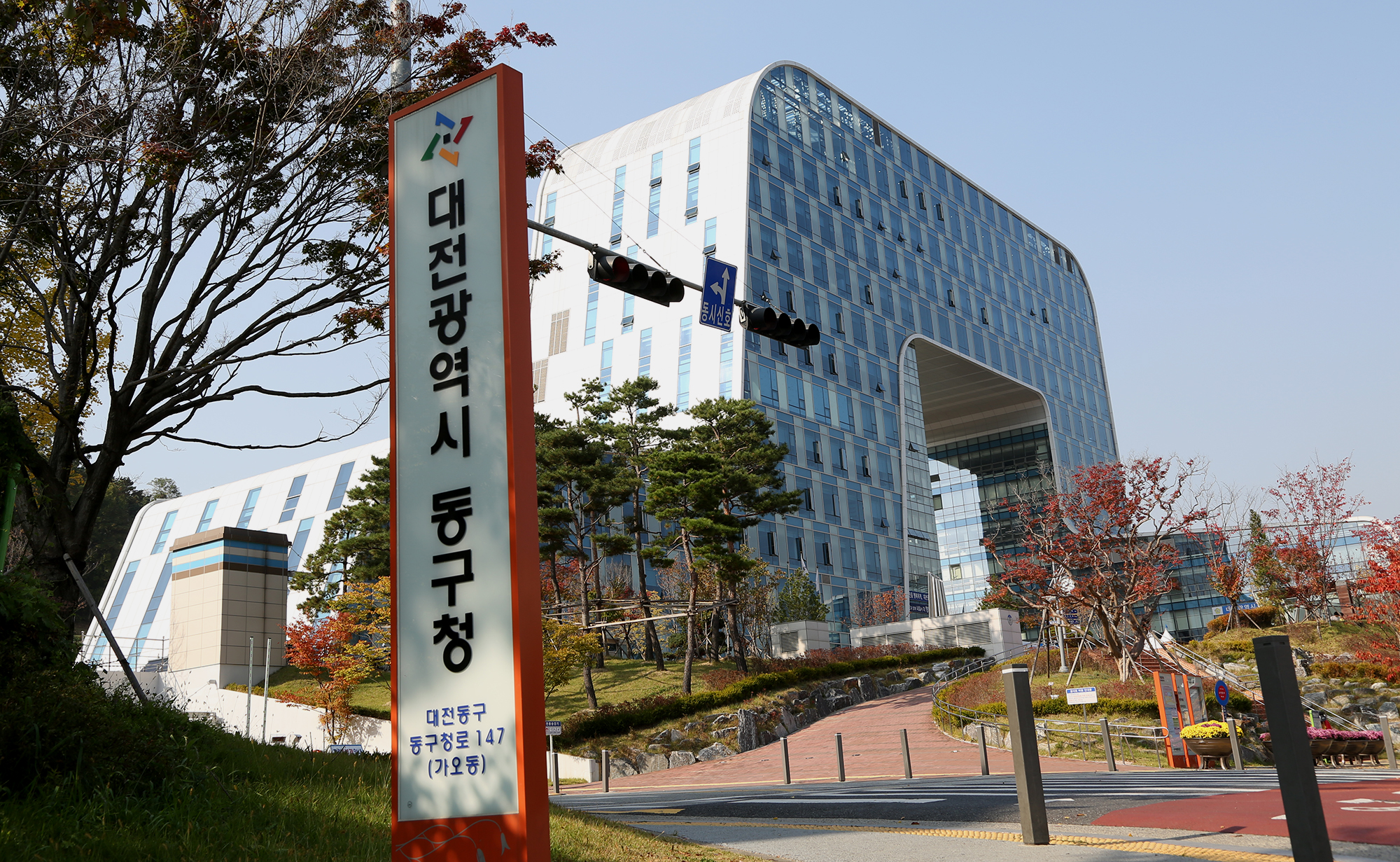
東区庁

東区（トンく）は、大韓民国大田広域市東部に位置する区である。

## 歴史
- 1971年7月1日 - 大田市東部支所(11行政洞)、北部支所(9行政洞)が設置される。
- 1977年9月1日 - 忠清南道大田市東部支所、北部支所の区域をもって、東区が設置される。
- 1983年2月15日 - 大徳郡懐徳面を編入。
- 1989年1月1日
  - 梧井洞・大禾洞・懐徳洞が大徳区へ分離。
  - 忠清南道大徳郡東面および山内面の一部を編入。

## 行政

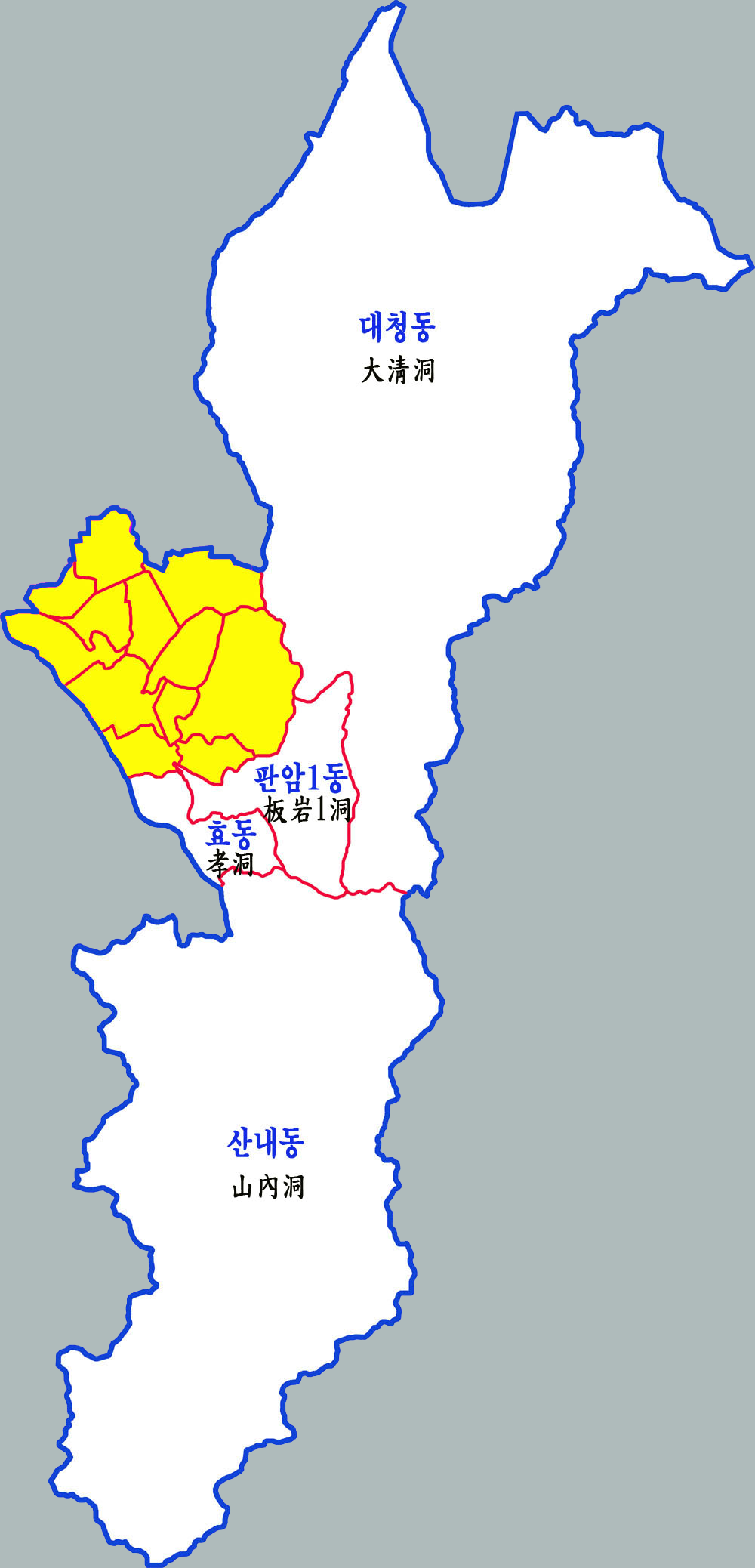
行政区域図

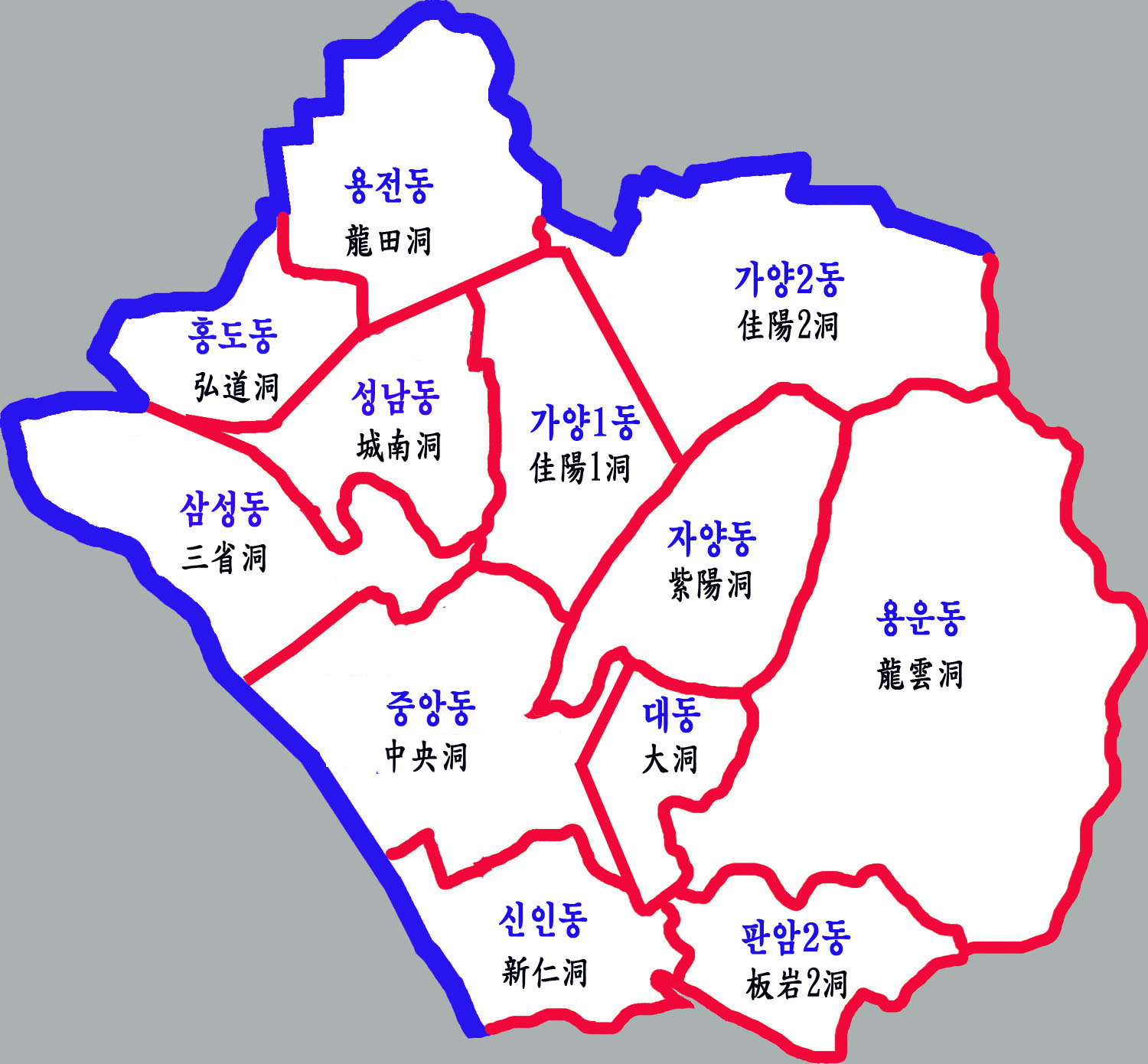
中心市街地の行政区域図

### 行政区画
東区は21の洞に分かれる。
| 行政洞  | 法定洞 |
| ------- | --- |
| 中央洞  | 元洞、新安洞、蘇堤洞、貞洞、中洞                                                                                 |
| 孝洞    | 孝洞、泉洞、加午洞                                                                                               |
| 新仁洞  | 仁洞、新興洞 |
| 板岩1洞 | 板岩洞、三丁洞                                                                                                   |
| 板岩2洞 | 板岩洞 |
| 龍雲洞  | 龍雲洞 |
| 大洞    | 大洞 |
| 紫陽洞  | 紫陽洞 |
| 佳陽1洞 | 佳陽洞 |
| 佳陽2洞 | 佳陽洞 |
| 龍田洞  | 龍田洞 |
| 城南洞  | 城南洞 |
| 弘道洞  | 弘道洞 |
| 三省洞  | 三省洞 |
| 大清洞  | 秋洞、飛龍洞、注山洞、龍渓洞、馬山洞、孝坪洞、稷洞、細川洞、新上洞、新下洞、新村洞、沙城洞、内塔洞、梧洞、舟村洞 |
| 山内洞  | 朗月洞、大別洞、二沙洞、大城洞、長尺洞、小好洞、九到洞、三槐洞、上所洞、下所洞                                   |

### 警察
- 大田東部警察署（大徳区）

## 交通
鉄道
- 韓国鉄道公社（KORAIL）
  - 京釜高速線：大田駅
  - 京釜線：大田駅 - 細川駅
- 大田広域市都市鉄道公社
  - 1号線：板岩駅 - 新興駅 - 大洞駅 - 大田駅